# Engelbert-Humperdinck-Gesellschaft
Die Engelbert-Humperdinck-Gesellschaft mbH mit Sitz in Siegburg widmet sich dem Leben und Schaffen des Siegburger Komponisten Engelbert Humperdinck und wurde 1991 gegründet. Ihr derzeitiger Geschäftsführer ist der Kammermusiker Jost Nickel.
Unter ihrem Dach existiert die 1942 von Elisabeth Herkenrath gegründete Engelbert-Humperdinck-Musikschule sowie die 1999 gegründete Musikwerkstatt Engelbert Humperdinck.
Letztere fördert vor allem die Neue Musik durch die Vergabe von Auftragskompositionen, die Veranstaltung von Tagen Neuer Musik, der Verleihung des Siegburger Kompositionspreises und der Zugänglichmachung des Manuskriptearchivs des  Deutschen Tonkünstlerverbandes.
Ebenfalls 1991 wurde in Boppard die beinahe gleichlautende Engelbert Humperdinck-Gesellschaft e.V. gegründet.